# Échelle Quigley
L'échelle Quigley est un système descriptif et visuel de classement phénotypique des organes génitaux, qui utilise sept classes de « entièrement masculinisés » à « entièrement féminisés ». Il a été proposé par le pédiatre endocrinologue Charmian A. Quigley et coll., en 1995. Elle a la même fonction que la classification de Prader, et elle est utilisée pour décrire les organes génitaux dans les cas de syndrome d'insensibilité aux androgènes, notamment le syndrome d'insensibilité totale aux androgènes (en), le syndrome d'insensibilité partielle aux androgènes (en) et le syndrome d'insensibilité faible aux androgènes (en),.

## Différents niveaux
Les six premières classes de l'échelle se distinguent par le degré de masculinisation génitale (en). Quigley a décrit l'échelle comme un représentant de la « masculinisation importante » ou « déficiente ». Le grade 1 est indiqué lorsque les organes génitaux externes sont entièrement masculinisés, et correspondent à un syndrome d'insensibilité faible aux androgènes. Les grades 6 et 7 sont indiqués lorsque les organes génitaux externes sont entièrement féminisés, correspondant au syndrome d'insensibilité totale aux androgènes.
Les grades de 2 à 5 quantifient le degré des organes génitaux, de moins en moins masculinisés. Les grades de 2 à 5 de l'échelle de Quigley quantifient le degré des organes génitaux, de plus en plus féminisés, qui correspondent au syndrome d'insensibilité partielle aux androgènes.
Le grade 7 est indiscernable du grade 6 jusqu'à la puberté, et ils se différencient, par la suite, par la présence de caractères sexuels secondaires.

## Controverse
Tandis que l'échelle a été définie comme un système de classement des organes génitaux féminisés ou sous-masculinisés, le concept selon lequel les organes génitaux atypiques sont nécessairement anormaux est contestée. Un sondage du Swiss National Advisory Centre for Biomedical Ethics, informe que les variations, par rapport aux normes sexuelles ne sont « pas rares » et ne sont ni nécessairement pathologiques, ni ne requièrent forcément un traitement médical. De même, un rapport du comité sénatorial australien sur la stérilisation involontaire, a déterminé que la recherche « concernant des organes génitaux « adéquats » ou « normaux », en particulier pour les femmes, soulève des questions inquiétantes », notamment les préférences influencées par la spécialité des médecins et le genre. En 2015, dans un rapport sur les Droits de l'Homme et des personnes intersexes, le commissaire pour les droits de l'Homme du Conseil de l'Europe a recommandé un examen de la classification médicale qui pathologise des variations de caractéristiques sexuelles.
On peut également noter que cette échelle réfère uniquement aux organes externes et n'inclut par conséquent pas une vue globale du corps et des organes sexués. Les schémas sont aussi limités et ne représentent en aucun cas toutes les variations de l'appareil génital.

## Concepts liés
De nombreuses échelles cliniques et systèmes de mesure existent pour définir les organes génitaux mâle et femelle « normaux », ou « anormaux », notamment l'orchidomètre, la classification de Prader et le satirique Phall-O-Mètre.